# Lacus Oblivionis

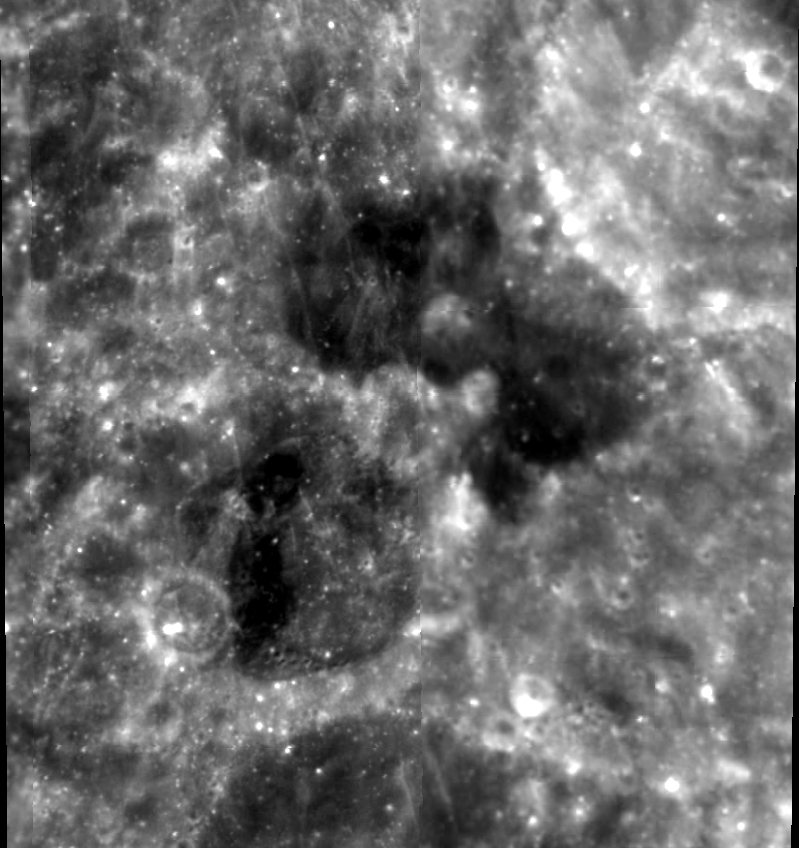
Mosaic d'imatges de la missió Clementine.

El Lacus Oblivionis (en llatí, "Llac de l'Oblit") és una petita mar lunar, localitzada en la cara oculta de la Lluna. Les seves coordenades selenogàfiques són 21.0° Sud, 168.0° Oest i el seu diàmetre envolupant és d'uns 50 km.
El cràter satèl·lit Mohorovičić R jeu al nord-est, i el cràter satèl·lit Sniadecki Y al sud-oest.
El nom del llac va ser adoptat per la Unió Astronòmica Internacional en 1976.